# Legambo
Legambo är ett distrikt i Etiopien.   Det ligger i zonen Debub Wollo och regionen Amhara, i den centrala delen av landet, 220 km norr om huvudstaden Addis Abeba. Antalet invånare är 165 026.